# Kryspina (cesarzowa)
Kryspina, Bruttia Crispina (ur. po 160, zm. po 187) – pierwsza i jedyna legalna żona rzymskiego cesarza Kommodusa. 
Pochodziła z zamożnego rodu południowoitalskiego z Brucjum. Latem 178 zawarła związek małżeński z 17-letnim synem Marka Aureliusza, ówczesnym współrządcą ojca, otrzymując zwyczajowo tytuł augusty. Po latach nieudanego małżeństwa została pod zarzutem cudzołóstwa wygnana przez niego na Capri (podobnie jak wcześniej siostra cesarza Lucylla), a po 187 (lub nawet ok. 192) stracona. Jej wizerunek pojawiał się na monetach do 184 roku. Zmarła bezpotomnie.